# Marie Rogge
Marie Metta Friederike Rogge, geb. Koch, (*  30. Dezember 1818 in Bremen; † 5. Oktober 1908) war eine deutsche Frauenrechtlerin.

## Biografie
Rogge stammte aus einer kleinbürgerlichen Familie mit etwas Vermögen. Sie war verheiratet mit dem Tabakkaufmann Henrich Levin Rogge (1818–1858), der Bremer Bürgerschaftsabgeordneter (1849–1852 und 1854–1858) war; beide hatten vier Töchter.
Ihre günstige Lebenssituation befähigte sie, sich aktiv in die Politik einzumischen. Sie engagierte sich bei der Deutschen Revolution 1848/1849 und versuchte – meist vergeblich –, zwischen den führenden Vertretern in Bremen zu vermitteln. Sie bewunderte den Theologen Rudolf Dulon, der ab Juni 1848 Pastor an der Bremer Kirche Unser Lieben Frauen und danach führender Vertreter in Bremen bei den radikalen Demokraten war und zu immer radikaleren Positionen neigte. Ihr Onkel, der eher liberale Tischlermeister Cord Wischmann (1800–1857), gründete mit 204 Gleichgesinnten im Januar 1848 den Bremer Bürgerverein und wurde zum ersten Präsidenten des Vereins gewählt. Er vertrat entschiedene, aber reformerische Ansätze in dieser Zeit des gescheiterten demokratischen Aufbruchs. Ihre Versuche, zwischen den streitenden Positionen zu vermitteln, hatten keinen Erfolg.
Als Dulon vom Bremer Senat als Pastor suspendiert wurde, unterschrieben in kurzer Zeit 5356 Bremer Frauen eine erfolglose Petition („Märzpetition“) gegen diese Maßnahme. Marie Rogge, Meta Claußen und Anna Knigge überreichten Bürgermeister Johann Smidt die Petition. Dulon wurde im April 1852 trotzdem vom Senat entlassen.
Der Senat der Freien Hansestadt Bremen schlug um 1851/52 die demokratischen Bewegung nieder. Die demokratische Bürgerschaft wurde im März 1852 durch den Senat ohne Rechtsgrundlage aufgelöst. Der Bremer Bürgerverein wurde nach Ende der Revolution im März 1852 durch den Senat verboten. Dulon emigrierte zunächst auf das damals englische Helgoland, um dann 1853 in die USA zu gehen. Der Kampf um mehr Demokratie war verloren. Ihr Mann entzog sich wie Dulon im März 1852 durch Flucht nach Helgoland einer drohenden Verhaftung und Marie Rogge durfte ihn besuchen. Sie äußerte sich in dieser Zeit: „Ich für meinen Teil wollte, dem Senat wäre die Hölle heiß gemacht worden“. Von 1854 bis zu seinem Tod 1858 war ihr Mann dann wieder Mitglied der Bremischen Bürgerschaft. Sie selbst aber war danach inaktiv.